# Celinnyj (Kraj Zabajkalski)
Celinnyj (ros. Целинный) – osiedle w Rosji, w Kraju Zabajkalskim, w rejonie zakamieńskim. W 2010 liczyło 1548 mieszkańców.